# Lawrence E. McGann

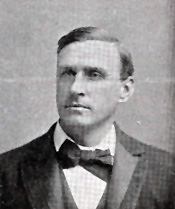
Lawrence E. McGann

Lawrence Edward McGann (* 2. Februar 1852 in Galway, Irland; † 22. Juli 1928 in Oak Park, Illinois) war ein US-amerikanischer Politiker. Zwischen 1891 und 1895 vertrat er den Bundesstaat Illinois im US-Repräsentantenhaus.

## Werdegang
Im Jahr 1855 kam Lawrence McGann aus seiner irischen Heimat mit seiner Mutter nach Milford in Massachusetts, wo er die öffentlichen Schulen besuchte. Im Jahr 1865 zog die Familie nach Chicago. Bis 1879 arbeitete McGann im Schuhhandel. Danach war er bis 1885 bei der Stadtverwaltung angestellt. Zwischen 1885 und 1891 war er Beauftragter seiner Heimatstadt für das Straßenwesen. Politisch schloss er sich der Demokratischen Partei an.
Bei den Kongresswahlen des Jahres 1890 wurde McGann im zweiten Wahlbezirk von Illinois in das US-Repräsentantenhaus in Washington, D.C. gewählt, wo er am 4. März 1891 die Nachfolge von Frank Lawler antrat. Nach einer Wiederwahl konnte er bis zum 3. März 1895 zwei Legislaturperioden im Kongress absolvieren. Seit 1893 war er Vorsitzender des Arbeitsausschusses. Bei den Wahlen des Jahres 1894 wurde McGann im dritten Distrikt wiedergewählt. Entsprechend trat er am 4. März 1895 eine weitere Legislaturperiode im Repräsentantenhaus an. Sein Gegenkandidat Hugh R. Belknap legte aber gegen den Wahlausgang Protest ein. Als diesem stattgegeben wurde, musste McGann am 27. Dezember 1895 sein Mandat an Belknap abtreten.
In den Jahren 1896 und 1897 war er Präsident der städtischen Eisenbahngesellschaft von Chicago. Von 1898 bis 1901 fungierte er in dieser Stadt als Beauftragter für öffentliche Arbeiten. Dieses Amt übte er zwischen 1911 und 1915 noch einmal aus. Von 1901 bis 1907 war er städtischer Revisor (Controller). Lawrence McGann starb am 22. Juli 1928 in Oak Park und wurde in Chicago beigesetzt.